# 大岡さおり
大岡 さおり（おおおか さおり、3月20日 - ）は、日本の漫画家。

## 来歴
和歌山県出身。血液型はA型。
2005年、 「恋が一輪咲いたなら」でデビュー。同作品は集英社のりぼん漫画スクール3月号で準りぼん賞を受賞した。同年、 『りぼん』2006年冬休みチャレンジ!大増刊号で企画された「チャレンジ!りぼんグランプリ!!」において、「海のコイビト」がグランプリを獲得。2006年、『りぼん』7月号から「にじいろ恋旅館」の連載を開始。以降、同誌およびその増刊号を中心に執筆活動を展開した。
2009年から、公式ブログ「ケーキミックス」を運営していたが、2011年に閉鎖された。
2012年から『ちゃお』へ移籍し、白雪バンビのペンネームで2014年まで活動していたが、2015年は体調不良を理由に全く活動ができず、2016年からは大岡と白雪の両ペンネームで活動を再開することを検討している（白雪バンビのブログ2016年2月20日付記事）。

## 作品
- 恋が一輪咲いたなら （『りぼん』2005年春のびっくり大増刊号掲載）－デビュー作
- ラブ☆ラビ （『りぼんオリジナル』2005年6月号掲載）
- エール! （『りぼんオリジナル』2005年10月号掲載）
- 海のコイビト （『りぼん』2006年冬休みチャレンジ!大増刊号掲載）
- にじいろ恋旅館 （『りぼん』2006年7月号 - 9月号掲載・全3回）－初連載作品
- トライアングル （『りぼん』2007年1月号別冊まんが掲載）
- ドギマギ! （『りぼん』2007年10月号別冊まんが掲載）
- 2%ベイベー（『りぼんスペシャル』2007年秋の大増刊号掲載）
- 星のキャンバス（『りぼんスペシャル』2008年春の大増刊号掲載）
- ぷちパレード!!（『りぼん』2008年12月号 - 2009年5月号および『りぼんスペシャル』2009年冬の大増刊号、2009年春の大増刊号掲載・全6回）
- 電脳少女めもり （『りぼんファンタジー』2009年増刊号掲載）
- モバイルガールめもり （『りぼん』2010年6月号 - 8月号掲載・全3回 ）
- モバイルガールめもり モバイルエクストラ（『りぼんスペシャルオレンジ』2010年夏の大増刊号掲載）
- もうじゅうたちのいるところ（『りぼんファンタジー』2010年増刊号掲載）
- 私立白金学園（しりつプラチナガーデン）芸能クラス（『りぼん』2011年3月号および『りぼんスペシャル』2011年春の大増刊号掲載）

## 書誌情報
下記単行本はりぼんマスコットコミックス(集英社)より刊行。
- にじいろ恋旅館（全1巻） 2006年6月13日第1刷発売 ISBN 4-08-856710-2
- 星のキャンバス（全1巻） 2008年11月14日第1刷発売 ISBN 978-4-08-856853-9
- ぷちパレード!!（全2巻）

1. 2009年4月15日第1刷発売 ISBN 978-4-08-856883-6
2. 2009年6月15日第1刷発売 ISBN 978-4-08-856891-1

- モバイルガールめもり（全1巻）　2010年9月20日第1刷発行 ISBN 978-4-08-867076-8